# 茹安维尔亲王弗朗索瓦·德·奥尔良
弗朗索瓦-费迪南-菲利普-路易-马里·德·奥尔良，茹安维尔亲王（法語：François-Ferdinand-Philippe-Louis-Marie d'Orléans, prince de Joinville) (1818年8月14日 - 1900年6月16日）法國海軍軍官，海军上将，曾為海軍現代化作出突出貢獻。奧爾良公爵路易·腓力（1830～1848年為法國國王）之子。1831年加入海軍，1836年任海軍上尉。1838年派往韋拉克魯斯（Vera Cruz），以作戰英勇晉陞海軍上校（1839）。1840年他把拿破崙的遺骨運回法國。1844年任海軍少將。
1843年5月1日他在里约热内卢娶巴西佩德罗一世之女弗朗西斯卡公主 (b.1824–d.1898)为妻。生有一男一女。